# Schmidtova reakce
Schmidtova reakce je organická reakce azidů a karbonylových sloučenin (aldehydů, ketonů, nebo karboxylových kyselin) v kyselém prostředí za vzniku aminů nebo amidů, kdy se odštěpuje dusík.
Tuto reakci objevil Karl Friedrich Schmidt v roce 1924, kdy provedl přeměnu benzofenonu a kyseliny azidovodíkové na benzanilid.
První vnitromolekulární příklad byl popsán v roce 1991.
Schmidtovy reakce byly zapojeny do několika příprav přírodních látek.

## Mechanismus

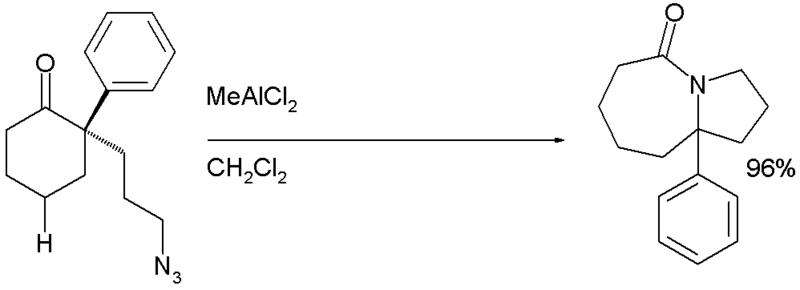
Vnitromolekulární Schmidtova reakce

Schmidtova reakce je podobná Curtiovu přesmyku, liší se ale tím, že při ní vzniká reakcí karboxylové kyseliny s kyselinou azidovodíkovou acylazid, procesem podobným Fischerově-Speierově esterifikaci; v koncentrované (>90%) kyselině sírové se projevuje i jiný mechanismus, spočívající v tvorbě acyliového iontu (v Curtiově přesmyku se k vytvoření acylazidového meziproduktu používají azid sodný a acylchlorid a zbytek reakce probíhá v neutrálním prostředí).
Schmidtova reakce karboxylové kyseliny začíná vznikem acyliového iontu 1 protonací a odštěpením vody. Reakcí s kyselinou azidovodíkovou se utvoří protonovaný azidoketon 2, jež se přesmykuje, přičemž se alkylová skupina R přesune přes vazbu C-N za oddělení dusíku. Protonovaný isokyanát reaguje s vodou za vzniku karbamátu 4, z něhož se po deprotonaci oddělí oxid uhličitý a vytvoří se amin.
U ketonů je karbonylová skupina protonací aktivována vůči nukleofilní adici azidu, která vytváří azidohydrin 3, z něhož se eliminuje voda za vzniku diazoiminiového iontu 5. Jedna z alkylových nebo arylových skupin se přesune z uhlíku na dusík a dusík se oddělí, čímž vznikne nitriliový meziprodukt 6, stejně jako při Beckmannově přesmyku. Působením vody se molekula 6 mění na protonovanou imidokyselinu 7, která odštěpí proton za tvorby imidokyseliny, jež se tautomeruje na amid. V jiném mechanismu přesun proběhne u sloučeniny 9, přímo po protonaci meziproduktu 3, způsobem podobným Baeyerově–Villigerově oxidaci, čímž se vytvoří protonovaný amid 10, který se deprotonuje na konečný produkt. U bezvodých kyselin, jako je koncentrovaná kyselina sírová, převažuje dehydratace 3 na 5 (odpovídající Beckmannovu přesmyku), zatímco u kyselin ve vodných roztocích, jako například kyseliny chlorovodíkové probíhá hlavně přesun 9 (Baeyerův-Villigerův mechanismus). Společným působením obou mechanismů lze vysvětlit, že u některých substrátů, mimo jiné 1-tetralonu, se podle podmínek mohou přesouvat různé skupiny, čímž vznikají dva různé amidy.
Schmidtovy reakce lze rozšířit i na reakce alkylazidů (R-N3). Takovéto přeměny poprvé popsal J. H. Boyer v roce 1955 (z tohoto důvodu bývají označovány jako Boyerovy reakce). Příkladem může být reakce m-nitrobenzaldehydu s β-azidoethanolem:

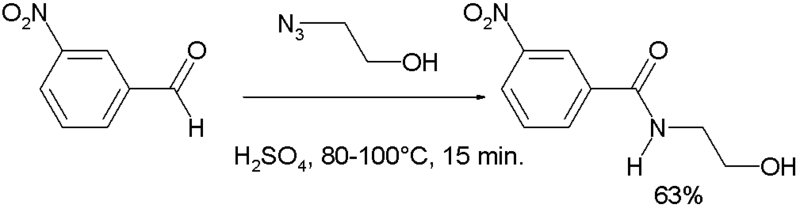
Boyerova reakce

Od roku 1991 jsou známy i vnitromolekulární Schmidtovy reakce; tyto reakce patří mezi anelace a mají využití v syntézách přírodních látek, například laktamů a alkaloidů.